# Janis Bojars
Janis Bojars (Unión Soviética, 12 de mayo de 1956-5 de junio de 2018) fue un atleta soviético especializado en la prueba de lanzamiento de peso, en la que fue subcampeón europeo en 1982.

## Carrera deportiva
En el Campeonato Europeo de Atletismo de 1982 ganó la medalla de plata en el lanzamiento de peso, llegando hasta los 20.81 m, tras el alemán Udo Beyer, que con 21.50 m batió el récord de los campeonatos, y por delante del checo Remigius Machura (bronce con 20.59 m).
Su mejor marca personal es 21.74 metros, conseguida en Riga el 14 de julio de 1984.